# Paradise Lost

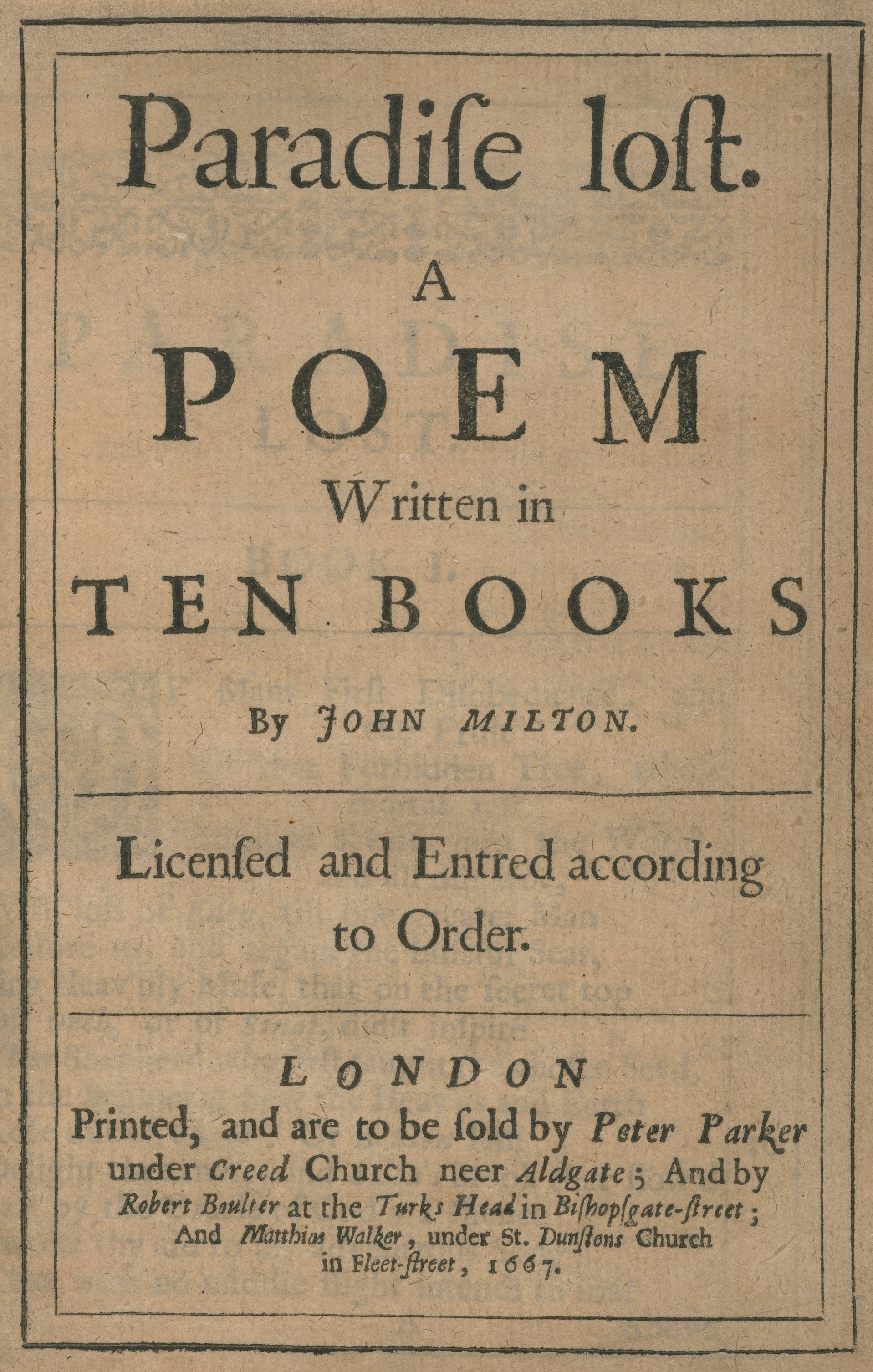
Titelblatt der Erstausgabe

Paradise Lost (deut. Das verlorene Paradies), veröffentlicht 1667, ist ein episches Gedicht in Blankversen des englischen Dichters John Milton. Es erzählt die Geschichte des Höllensturzes der gefallenen Engel, der Versuchung von Adam und Eva durch Satan, des Sündenfalls und der Vertreibung aus dem Garten Eden. Das Werk wird auch als Gleichnis auf die politische Situation Englands in der Mitte des 17. Jahrhunderts interpretiert: 1660 scheiterte die puritanische Revolution unter Führung von Oliver Cromwell, den der liberale Milton entschieden unterstützte, und der Stuart-König Charles II. bestieg nach der Wiederherstellung der Monarchie den Thron. Milton entging nur dank einer Generalamnestie dem Todesurteil.  Das Epos ist in zehn, später zwölf Bücher gegliedert, die jeweils zwischen 640 und 1200 Zeilen umfassen.

## Inhalt

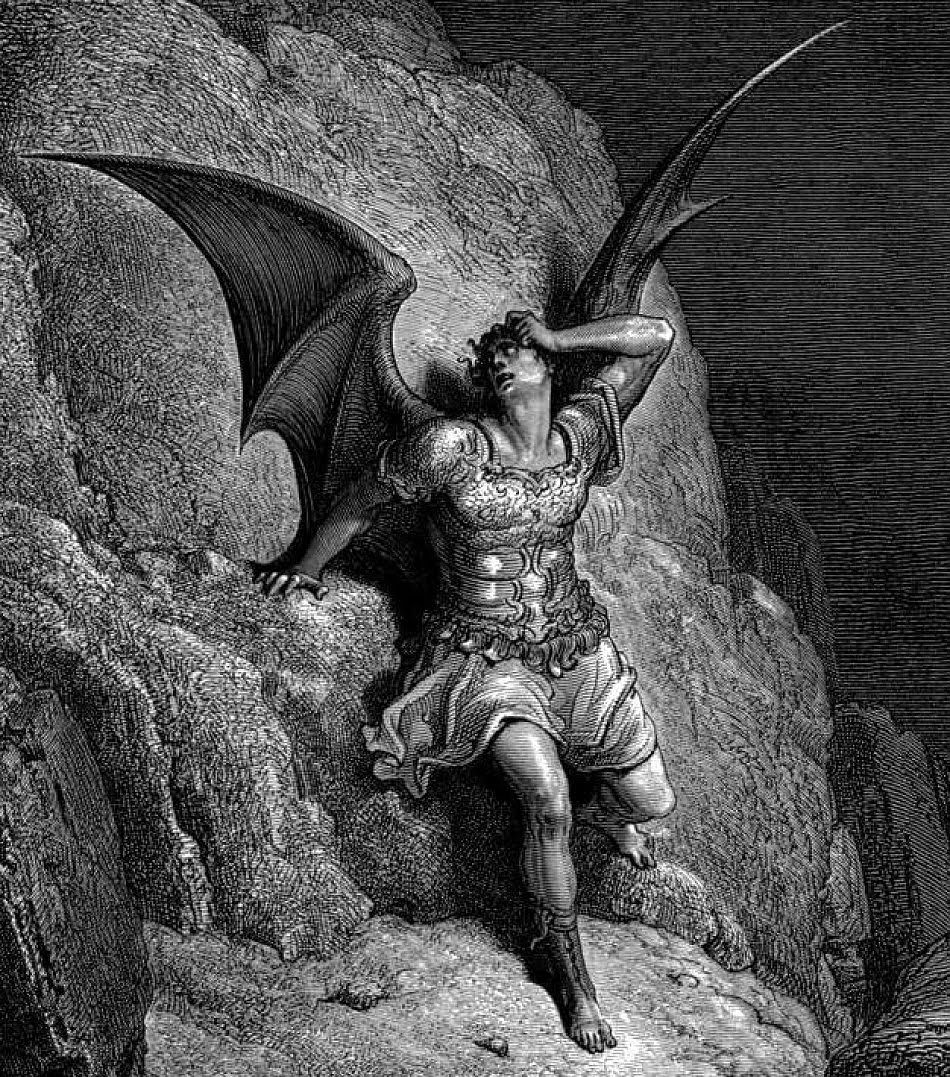
Satan, Stich von Gustave Doré, in John Miltons Paradise Lost

### Überblick
Milton besingt in zwölf Büchern die biblische Geschichte vom Sündenfall Adams und Evas sowie sehr ausführlich die Vorgeschichte vom Höllensturz Satans und seiner Gefolgsleute. Die Ereignisse des aus wenigen Kapiteln des Alten Testaments (1. Buch Mose, Kp. 1–3) entnommenen Fabel-Kerns hat der Autor um transzendentale Szenen nach Motiven aus den Prophezeiungen Jesajas (Kp. 14, V. 12–15) und Hesekiels (Kp. 28, V. 12–15) sowie aus der Apokalypse des Johannes (Kp. 12, V. 7–9) und um das neutestamentliche Gottesbild erweitert. Der Sohn Gottes besiegt im Auftrag des allwissenden Vaters mit den Engeln an seiner Seite den eifersüchtigen Satan und dessen Heer. Später opfert sich der Gottessohn, um die Menschheit vor dem Verderben zu bewahren. Dabei zitiert Milton immer wieder Mythen und Personen der griechischen und römischen Antike. Zentral ist ein langer Dialog zwischen dem Cherub Raphael und Adam (Buch 5 bis 8), in dem der Erzengel dem ersten Menschen nicht nur die Beweggründe Satans schildert, der aus Neid auf den Gottessohn handelt, und die Schlacht zwischen Gut und Böse beschreibt, sondern Adam auch über die Motive Gottes zur Schaffung des Paradieses und die Gefahren aufklärt, die dort lauern.
1. Satan versammelt nach dem Höllensturz seine Gefährten um sich, richtet sie wieder auf und beruft eine Ratsversammlung ein, um über einen abermaligen Aufstand zu debattieren.
2. In der Ratsversammlung findet sich keine Mehrheit für ein gewaltsames Vorgehen gegen Gott, wohl aber für eine List: Satan berichtet von der Erschaffung des Menschen und schlägt vor, über dessen Verderben nachzusinnen.
3. Gott sieht die Verführung von Adam und Eva voraus, sie sind als seine Geschöpfe wie auch die Engel mit einem freien Willen ausgestattet. Sein Sohn opfert sich, um den Untergang der Menschheit zu verhindern. Satan hat das Höllentor überwunden und fliegt auf der Suche nach der neu geschaffenen Erde durch das All.
4. Der von Selbstzweifeln gequälte Satan beobachtet vom Baum der Erkenntnis aus das glückliche Paar Adam und Eva im idyllischen Paradies.
5. Erzengel Raphael schildert Adam die Vorgeschichte des Paradieses: Satans Rebellion gegen Gott,
6. sein Kampf und die Niederlage gegen die Cherubinen des Gottessohnes sowie
7. die Schöpfung.
8. Adam erzählt von seinem Gespräch mit Gott, seinem Auftrag und der Erschaffung Evas.
9. Satan in Schlangengestalt verführt Eva mit Schmeicheleien, von der verbotenen Frucht zu essen. Aus Liebe zu Eva nimmt Adam ebenfalls von der Frucht, sie lieben sich und verlieren ihre Unschuld.
10. Gott richtet Satan und das Menschenpaar.
11. Cherub Michael lässt Adam in die Zukunft schauen und zeigt ihm den Untergang seiner sündhaften Nachkommen in der Sintflut und den Neubeginn.
12. Michael berichtet weiter vom Volk Israel und dem Weltgericht. Adam und Eva brechen Hand in Hand auf in die vor ihnen liegende Welt.

### 1. Gesang

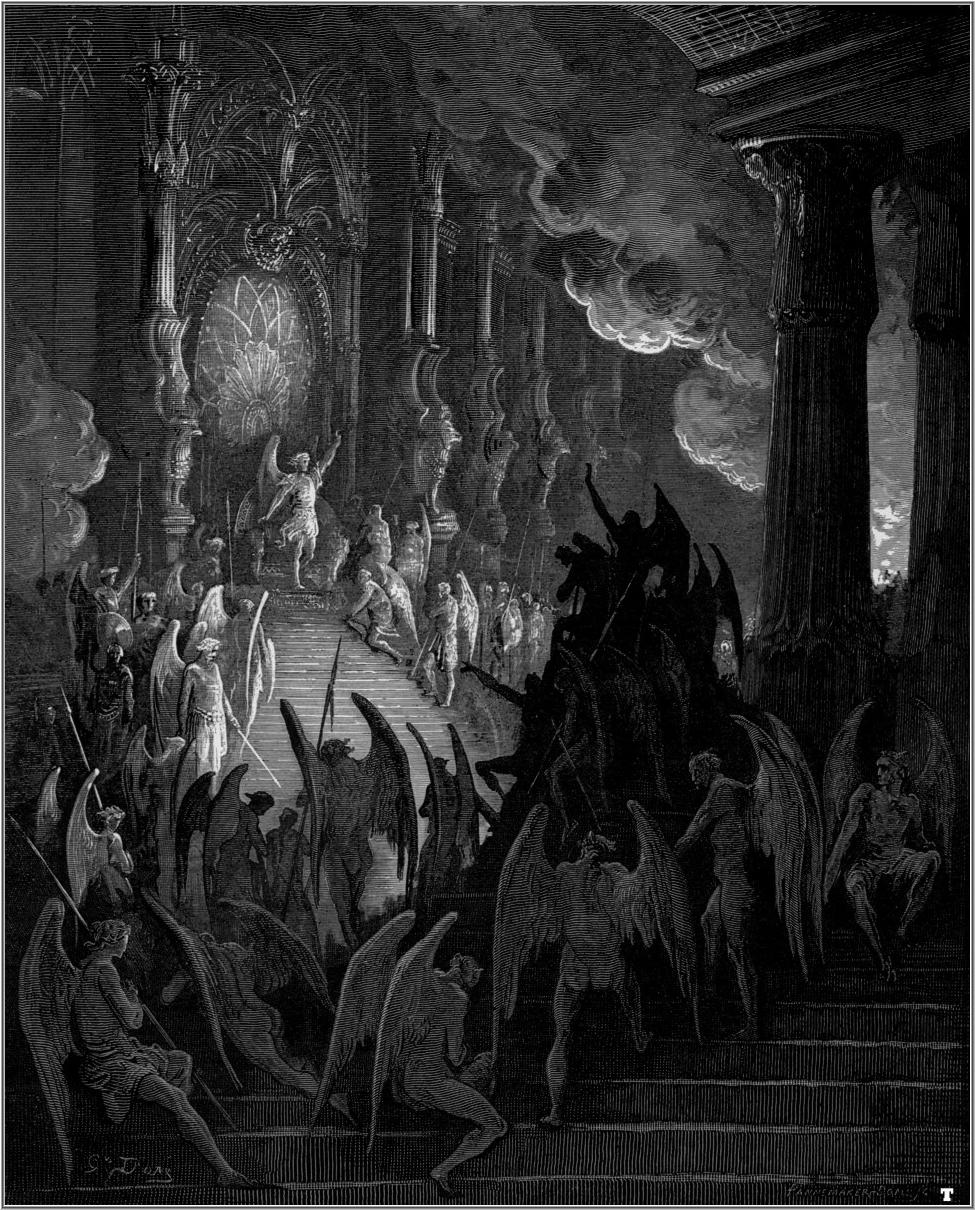
Satans Palast

Nach Anrufung der himmlischen Muse Urania wird von der Niederlage Satans und seiner Gefolgsleute berichtet, die nach ihrem Sturz aus dem Himmel neun Tage und Nächte reglos und zerschmettert im düsteren Abgrund der Hölle liegen. Dann erhebt sich Satan, um sein Heer wieder aufzurichten. Im Stil antiker Heldenepen, z. B. Vergils Aeneis, werden die dämonischen Anführer (Satan, Beelzebub, Moloch, Chemos, Mammon) und ihr Einfluss auf die heidnischen Kulte im Orient und in Griechenland vorgestellt. Nach der militärischen Niederlage wollen sie keine Sklaven des Himmels sein, sondern als Herren der lichtlosen und von Flammen ausgefüllten Unterwelt von ihrer prächtigen Hauptstadt Pandämonium aus mit List und Trug kämpfen: „[B]esser ist\ Der Hölle Herr zu sein, als des Himmels Sklave“. Den Plan des Allmächtigen, die Abtrünnigen nicht endgültig zu vernichten, sondern mit ihrer Hilfe aus Bösem Gutes entstehen zu lassen, wollen sie unterlaufen und umkehren.

### 2. Gesang
Satan ruft seine Fürsten zur Ratsversammlung in der Unterwelt, die nach dem Vorbild des antiken Hades gestaltet ist – so ist von Styx, Acheron, Eisland usw. die Rede. Am höllischen Fürstenhof treffen sehr unterschiedliche Charaktere aufeinander: machtbewusste, gewalttätige, kultivierte, feingeistig den schönen Künsten zugeneigte, über ethische Fragen philosophierende, argumentativ scharfsinnige und rhetorisch geschulte Dämonen. In der Strategiediskussion plädiert Moloch für den offenen Kampf aus Rache für die Verbannung. Ihre Situation der ewigen Höllenstrafen verschlechtere sich bei einer erneuten Niederlage nicht mehr, aber sie könnten den Allmächtigen herausfordern, sie zur totalen Auslöschung im Nichts zu verurteilen und sie damit vor ewiger Verzweiflung bewahren. Der listige, wortgewandte Belial widerspricht. Gott könne oder wolle das abgefallene Volk des Himmels nicht auslöschen, aber noch härtere Strafen seien denkbar. Sie sollten sich nach der unklugen Rebellion in ihr Schicksal fügen und die Situation nicht noch verschlechtern. Auch Mammon spricht sich gegen den erneuten Kampf aus. Er möchte jedoch keine Unterwürfigkeit zeigen, sondern rät, auf die eigenen Fähigkeiten zu setzen und ein stolzes Gegenreich zu gründen. Beelzebub, der zweitmächtigste, plädiert für die, zuvor mit Satan besprochene, Taktik, Gottes Plan zu durchkreuzen, auf der Erde Menschen nach seinem Ebenbild zu schaffen. Diesen Sterblichen sei man an Kräften überlegen und könne sie leicht verführen, sich von ihrem Schöpfer abzuwenden. Nach der Entmutigung und Schwächung des Menschen sei es vielleicht möglich, aus dem Kerker der Hölle zu entkommen und im Himmel die Macht zu ergreifen. Satan, der von allen akzeptierte Herrscher, übernimmt die Verantwortung für die gefährliche Aktion, um seiner herausragenden Rolle gerecht zu werden. Er bricht auf zum Höllentor und findet dort als Wächter die Sünde und den Tod vor. Die Sünde, die den Unterleib einer Schlange trägt, entsprang einst Satans Kopf, ist also seine Tochter, und zeugte mit ihm den Tod. Nach der Rebellion wurden sie in den Höllenschlund geworfen, aus der Paarung von Mutter und Sohn entstehen sich ständig vermehrende Höllenhunde. Satan verspricht Sünde und Tod den Einzug ins Paradies, überredet sie damit, das Tor zu öffnen und macht sich mit seinen Schwingen auf die gefährliche Reise durch den von Dunkelheit, Dampf, Sumpf und dem Kampf der Elemente erfüllten unermesslichen Raum bis an die Grenzen des Lichtreiches. Dem Beherrscher dieser Sphäre, Chaos, verspricht Satan ebenfalls Belohnung nach seinem endgültigen Sieg über den Himmel. Zum Dank weist ihm Chaos den Weg zur neu geschaffenen Erde.

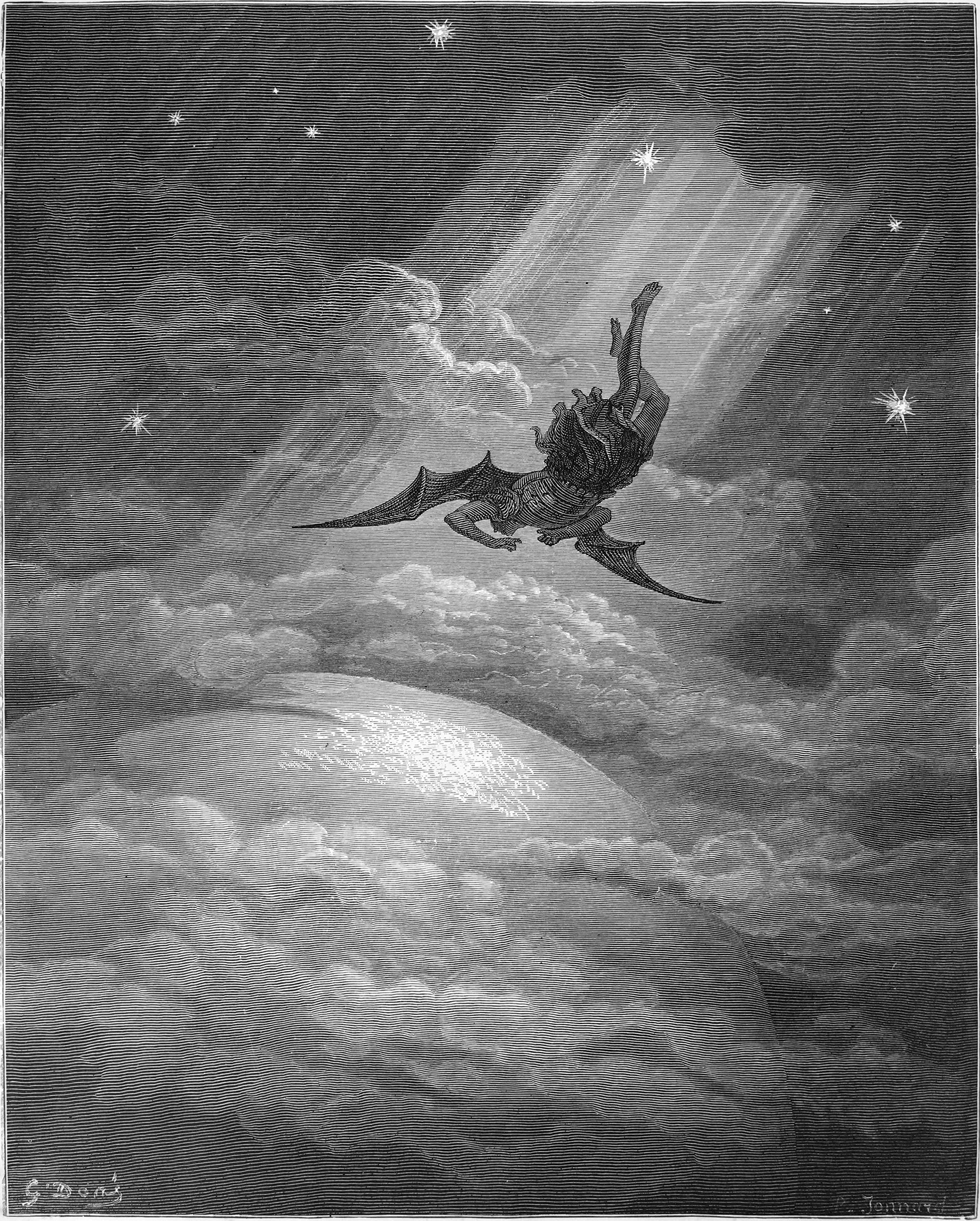
Flug Satans durchs Universum

### 3. Gesang
Milton vergleicht sich mit den Sängern und Sehern Thamyris, Maeonides, Teiresias und Phineus, die, wie er selbst, nach ihrer Erblindung niemals mehr das Tageslicht sahen. Ein Sarkasmus, setzt der Dichter doch gleichzeitig Gottvater mit dem Licht gleich. Der Himmelsherrscher rühmt, umgeben von seinem Sohn und den Engeln, seine Schöpfung, die Menschen, die seine Gnade finden. Der Gottessohn ist skeptisch und fragt, was die Menschen erwarte, wenn Satan sie erfolgreich verführe. Gott antwortet, dass er die Menschheit mit einem freien Willen ausgestattet habe, um deren Gehorsam zu prüfen. Sie müsse Eigenverantwortung übernehmen und werde für ihre Vergehen gerichtet und bestraft. Er sieht allwissend den Sündenfall Adams und Evas durch die List Satans voraus, wird aber aus Prinzip nicht eingreifen. Sein Sohn, der Mittler, hat Mitleid mit den göttlichen Lieblingsgeschöpfen und macht als einziger im himmlischen Rat dem Vater den Vorschlag, an Stelle der sündigen Menschen zu sterben, wenn auch nur in einem vorübergehenden irdischen Leben, da er unsterblich ist. Gott stimmt erfreut zu („Des Himmels Liebe tilgt der Hölle Hass“) und erhebt den Sohn zum Weltenrichter. Darauf preist die Engelsschar die beiden mit Lobgesängen.
Inzwischen ist Satan aus dem dunklen, leeren All ins lichtdurchflutete, hell glänzende Firmament der Sterne vorgedrungen. Als er den Engel Uriel erblickt, tarnt er sich als jugendlicher Cherub mit üppiger Lockenpracht und spielt ihm neugierige Bewunderung für die neuen Geschöpfe vor, welche die gefallenen Engel ersetzen sollen. Uriel lässt sich zunächst täuschen und weist ihm den Weg ins Paradies auf dem Planeten Erde, wird aber rasch misstrauisch, als er dem davonfliegenden Satan nachblickt.

### 4. Gesang

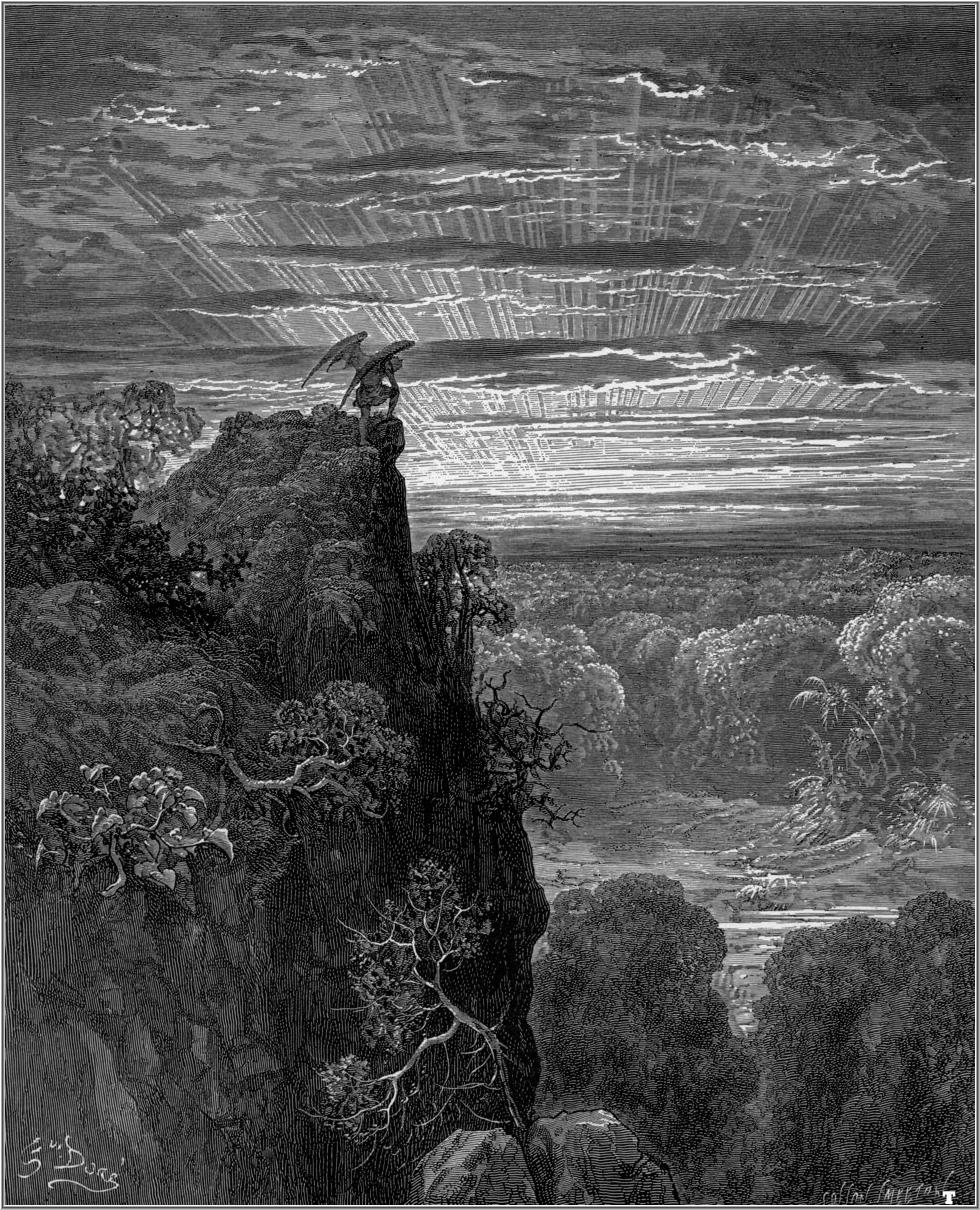
Satan schaut ins Paradies

Der von erheblichen Selbstzweifeln gequälte Satan führt Selbstgespräche und fragt sich, ob er seine Taten doch bereuen sollte, um sein Schicksal zu wenden. Er schaut das neu geschaffene Paradies vom höchsten Punkt aus, der Spitze des Baums der Erkenntnis. Die Aussicht von dort wird ausführlich beschrieben. Es ist eine als Idylle beschriebene Parklandschaft mit friedlich zusammenlebenden Tieren. Hier wohnen Adam und Eva, die Gärtner und künftigen Eltern des Menschengeschlechts, in einer beschatteten Laube in patriarchalischer Rollenverteilung. Der Dichter rühmt das harmonische Eheleben, in dem Sexualität, Unschuld und Sündenlosigkeit miteinander vereinbar sind: Das „herrliche[-] Geschenk des Schlafes“. Satan beobachtet neidisch das Liebespaar bei seinen Zärtlichkeiten und ist vom Reichtum der Natur als Abbild der himmlischen Herrlichkeit auf der Erde beeindruckt. Er wird kurzzeitig wankend in seiner rebellischen Einstellung, wird sich aber schnell darüber klar, dass er zu stolz und hochmütig ist, um bei Gott um Gnade zu betteln. Lieber ist er König der Dunkelheit als Diener im Reich des Lichts. Außerdem erhofft er sich Einfluss auf die neuen Geschöpfe und fragt sich, warum ihnen die Früchte vom Baum der Erkenntnis verboten sind und ob der Preis für ihr Glück und ihre Unsterblichkeit die Unwissenheit ist. Hier sieht er die Möglichkeit, die menschliche Neugier für sich zu nutzen, und plant, die beiden mit der Verlockung, sich aus dem Zustand kindlicher Abhängigkeit vom Schöpfer zu befreien, zum Essen der verbotenen Früchte vom Baum der Erkenntnis zu verführen. Er verwandelt sich in eine Kröte und flüstert der schlafenden Eva unruhige Fantasien und eitle Hoffnungen in ihre Träume. Er wird dabei von zwei Cherub-Wächtern gestört, die ihn mit Hilfe ihrer Speerspitzen zur wahren Gestalt zurückverwandeln und vor Erzengel Gabriel führen. Dieser war von Uriel gewarnt worden und hatte daraufhin eine Durchsuchung des Gartens angeordnet. Im erbitterten Streitgespräch gibt Satan trotzig zu, aus der Hölle ausgebrochen zu sein, um im All oder auf der Erde einen besseren Aufenthaltsort für seinen Hofstaat zu finden. Gabriel wirft ihm Täuschung des Allmächtigen vor, den er umschmeichelt habe, um ihn zu stürzen. Bevor es zu einem Kampf zwischen den beiden kommt, greift Gott ein, in dem er Satan mit einer Waage vor Augen führt, dass er eine gewaltsamen Auseinandersetzung nicht bestehen kann und auf die Flucht angewiesen ist. Gabriel erinnert den Höllenfürsten daran, dass sie ihre Fähigkeiten beide nur verliehen bekommen haben.

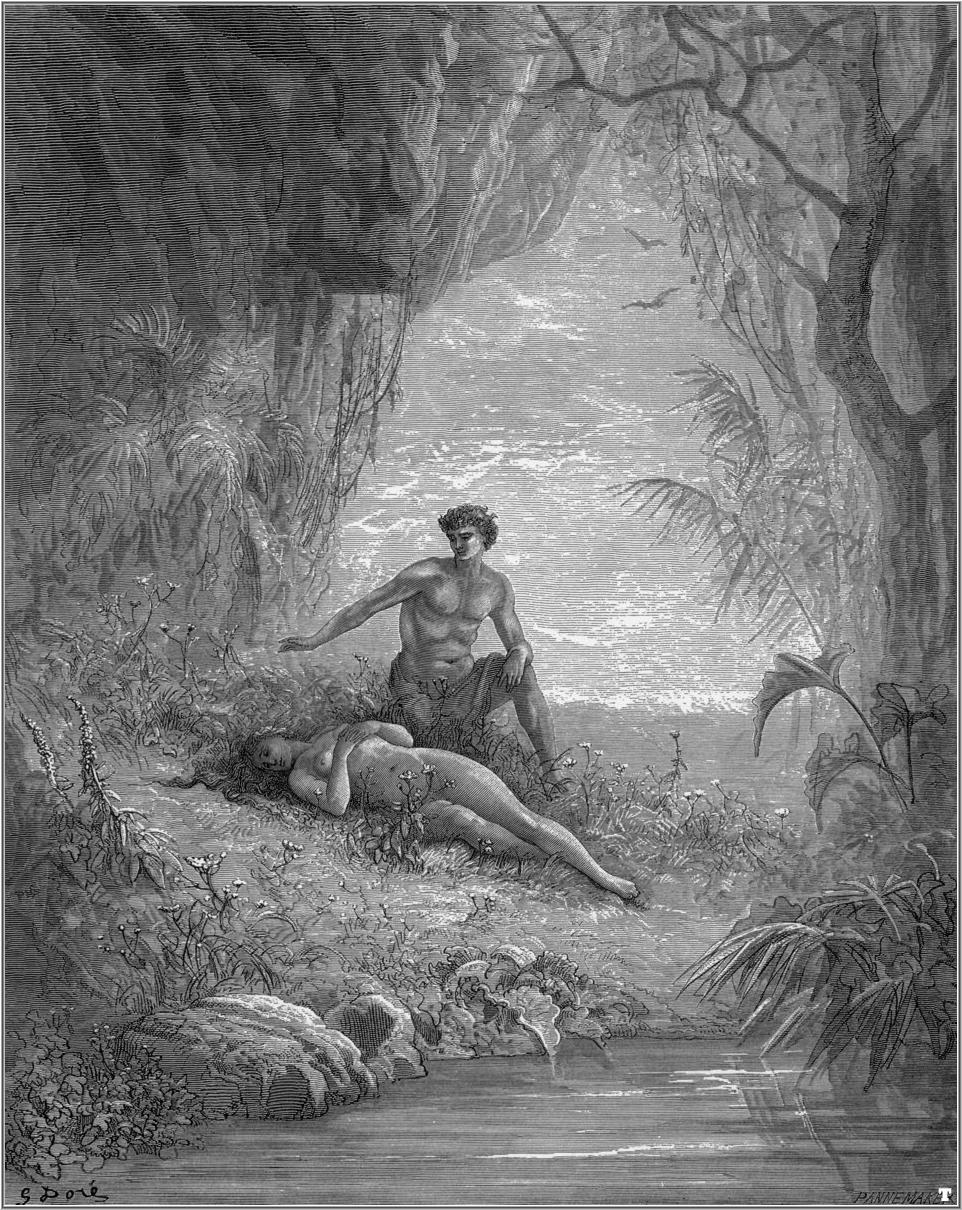
Evas Traumschlaf

### 5. und 6. Gesang
Im Paradies bricht ein Morgen an. In Perlenglanz, Rosenduft und begleitet von Vogelgesang berichtet Eva Adam von ihrem Traum, in dem eine Engelsgestalt sie zum Kosten einer süßen, verbotenen Frucht verlocken wollte und versprach, dass sie dadurch zu einer Göttin wird. Daraufhin konnte sie sich hoch in die Lüfte erheben. Adam erklärt ihr, der sonderbare Traum stamme vom Bösen, das in der Seele wohne und Fantasien vorspiegele. Gemeinsam sprechen sie ihr Morgengebet mit einem Lob des Schöpfers und seines Werks. Dieser weiß um die Machenschaften Satans und sendet den Erzengel Raphael ins Paradies, damit Adam auf die Verführung vorbereitet ist, denn er soll sich danach nicht damit herausreden können, überrumpelt worden zu sein. Der Seraph wird nach einem Flug durch den Äther von dem Menschenpaar seiner Position entsprechend ehrenvoll empfangen und gastlich mit den Köstlichkeiten des Gartens bewirtet. Adam ist zunächst unsicher, ob die Speisen einem geistigen Wesen wie Raphael behagen, aber dieser antwortet, dass alles, was Gott erschaffen habe, rein sei und auch Wesen wie er auf dessen Nahrung angewiesen seien. Um einen Tisch aus Rasen und auf Stühlen aus Moos sitzend, beginnen Raphael und Adam einen langen Dialog über das Wesen der Schöpfung und die Bestimmung des Menschen. Raphael verweist auf die Notwendigkeit, Gottvater stets gehorsam zu sein und die Entfaltungsmöglichkeiten, die sich den Menschen daraus ergeben.
Obwohl es Raphael schwer und bedrückend erscheint, die Auseinandersetzungen zwischen Satan und Gott dem menschlichen Gemüt verständlich zu machen, beginnt er, die Vorgeschichte vom Höllensturz zu erzählen. Der allmächtige Himmelsherrscher machte seinen Sohn bei einem glanzvollen Fest zum Mitregenten. Satan, einer der mächtigsten Fürsten, ist deshalb neidisch und bittet zahlreiche Engel mit ihrem Gefolge unter einem Vorwand, sich in seinem Palast im Norden zu sammeln. Dort bewegt er die Fürsten zum Staatsstreich. Gott sei nicht ihr Schöpfer, sondern sie seien alle gleichberechtigt und könnten der eigenen Kraft vertrauen. Alle Söhne des Äthers seien aus dem Chaos geboren und deshalb als Freie nicht an die Gesetze Gottes gebunden. Nur ein Seraph, Abdiel, widerspricht ihm und kehrt zu Gott zurück, alle anderen folgen ihm in die Schlacht.

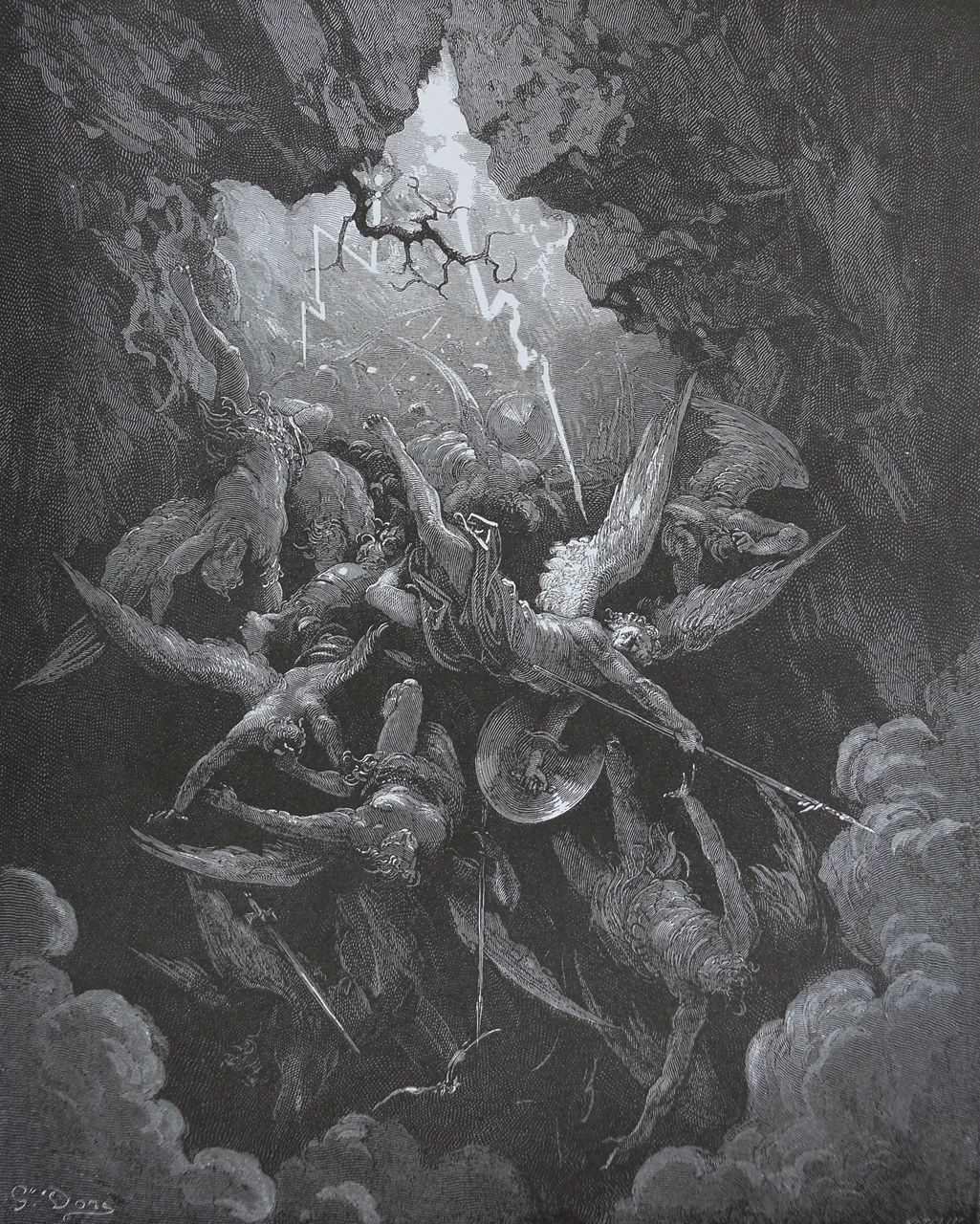
Niederlage Satans

Den folgenden Krieg beschreibt Raphael als Schlachtengemälde im Stil eines antiken Heldenepos: Aufmarsch der Heere und Beschreibung der Waffen, aufmunternde Reden der Führer an ihre Truppen, Aufforderung zum Kampf mit Siegeszuversicht, Schlacht mit wechselnden Erfolgen, Taten einzelner Helden, Kriegsrat. Diese Szenerie wird überhöht durch die Dimension des Äthers, die Luftkämpfe, die ungeheure Zahl der Soldaten, den Einsatz von Naturgewalten wie Donner, Blitz und Sturm sowie Bergen als Wurfgeschossen. Die Engel empfinden zwar Schmerzen, da sie aber unsterblich sind, heilen ihre Wunden wieder und auch die beschädigte Natur wird erneuert. Der Kampf dauert drei Tage. Am ersten drängt Michaels Heer die Feinde zurück, am zweiten kann sich Satan mit diabolischen Maschinen behaupten. Jetzt greift Gott ein und gibt seinem Sohn die Gelegenheit, Satans Heer zu überwinden, den Himmel von den Rebellen zu säubern, sie aber nicht zu vernichten. In der Entscheidungsschlacht am dritten Tag bleibt den Aufrührern nur die Flucht in den Abgrund, wo sie in der Hölle eingesperrt werden.

### 7. und 8. Gesang
Adam versteht die Geschichte von Satans Rebellion und Bestrafung, wie von Raphael beabsichtigt, als Warnung und verspricht, die Gebote Gottes gehorsam zu befolgen. Nun möchte er etwas über die Entstehung der Welt erfahren. Raphael erzählt sie ihm und preist die Schöpfung als gelungenes Werk. Der Autor folgt hierbei im Wesentlichen der Genesis im 1. Buch Mose, Kp. 1,1-2,17. Er beschreibt den dort erwähnten Ablauf von der Trennung der ungeordneten Elemente aus dem Chaos in hell-dunkel, gasförmig-flüssig-fest, unbelebt-belebt, vegetativ-tierisch-menschlich an vielen Beispielen in bilderreich und farbenprächtig ausgeschmückten Schilderungen. Die alttestamentliche Quelle ergänzend, erhält Gottes Sohn, wie bereits bei dem Sieg über Lucifer/Satan, vom Vater den von allen Engeln bejubelten Auftrag, anstelle der in die Hölle Verbannten ein neues Geschlecht zu schaffen: Im Wagen des Vaters reist er durch den wüsten unendlichen Raum und ordnet ihn, als Voraussetzung für ein fruchtbares Leben auf der Erde.
Im 8. Gesang befragt Adam seinen Gast über Sinn und Zweck des unendlichen Sternenhimmels für die kleine Erde, die nach Aussage Raphaels im Zentrum der Schöpfung steht. Der Engel warnt ihn davor, nach Dingen zu forschen, die seinem beschränkten Verstand nicht fassbar seien und gegen das göttliche Gebot des Gehorsams verstießen. Adam gibt sich einsichtig: Der Mensch solle sich bescheiden und sich nicht mit „Dunst und leerem ungereimten Trachten“ abgeben. Adam berichtet nun dem Cherub vom Besuch Gottvaters im Paradies. Der Autor orientiert sich dabei an 1. Mose 2 : Gottes Auftrag an Adam, als Herrscher der Erde den Garten zu pflegen und die Schaffung einer ebenbürtigen Gefährtin zur Gründung des Menschengeschlechts. Raphael belehrt Adam über den besonderen Charakter der ehelichen Liebe: nicht die körperliche Leidenschaft, sondern die Verbindung der inneren, seelischen Werte und die Ergänzung der Eigenschaften von Mann und Frau sei das Wesentliche und dies verbinde die Menschen mit den unsterblichen Engeln.

### 9. Gesang
Der Dichter beruft sich auf seine Muse und vergleicht die heroischen Ereignisse dieses Buches mit dem Trojanischen Krieg. Satan ist auf der Hut vor Uriel und umschleicht des Nachts das Paradies, in das er schließlich als Nebel getarnt eindringt. Er schlüpft in das Maul einer schlafenden Schlange. Seinen Triumph ahnend, ergeht er sich in Selbstlob, das in der Überzeugung gipfelt, er werde es schaffen, ein Werk, für das Gott sechs Tage benötigte, in einem einzigen zu zerstören: „Mein wird allein der Ruhm der Höllenmächte,\ an einem Tag vertilgt zu haben Alles,\ Was der Allmächtige, wie man ihn benennt,\ In sechsen mühsam schuf“.

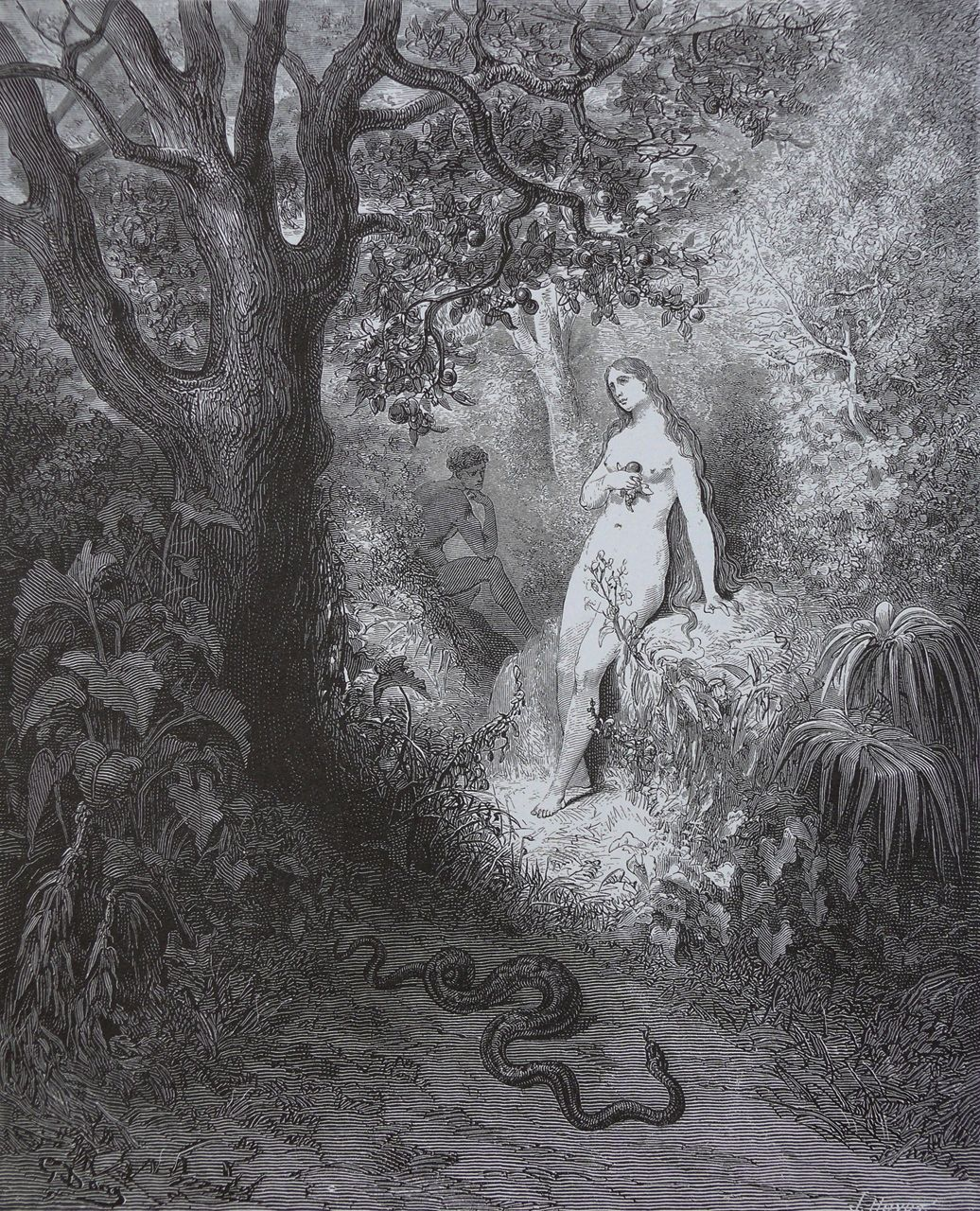
Der Baum der Erkenntnis

Am nächsten Morgen ergibt sich für Satan die Gelegenheit, Adam und Eva zu verderben. Sie schlägt vor, künftig im Garten getrennt und arbeitsteilig ihren Beschäftigungen nachzugehen, um die Tage besser zu nutzen, er warnt sie, dass sie gemeinsam der vom Engel angekündigten drohenden Verführung besser standhalten könnten. Sie fasst dies als Zeichen des Misstrauens auf und entgegnet, sie könne eine drohende Gefahr selbst erkennen. Adam erklärt ihr, dass die Gefahr nur aus ihrem eigenen Inneren kommen könne, denn wider den Willen des Schöpfers könne den Menschen kein Leid treffen. Der Feind der Menschheit sei jedoch in der Lage, Traumgebilde vorzuspiegeln und den Verstand zu überlisten. Sie hält dagegen, eine solche Falle sei für sie eine Prüfung, der sie sich gewachsen fühle. Adam gibt nach: „Dein Verweilen, wenn es frei nicht ist,\ Entfernet Dich nur mehr noch; wandle fort\ In angeborner Unschuld, und verlaß\ Auf Deine Tugend Dich; biet Alles auf,\ Das Deine tu, wie Gott das Seine tat“. Eva geht zu ihrer Gartenarbeit, und hier erblickt Satan die engelsgleiche Gestalt. Einen Augenblick hält „der Unschuld Reiz […] Des Satans Tücke bald in Furcht […] war Momente lang, betäubt vom Guten“, doch „Je mehr er Wonne sieht, die ihm entzogen […] rafft er rasch den wilden Haß zusammen“.
Zu Eva erhofft sich Satan leichteren Zugang als zu Adam und verbirgt ihr gegenüber seinen Hass hinter geheuchelter Zuneigung. Er lenkt ihre Aufmerksamkeit durch geschmeidige elegante Bewegungen auf sich, lobt ihre Schönheit, nennt sie die „Königin des ganzen Weltalls, sämtlicher Geschöpfe“. Der über die Schmeicheleien verwunderten Eva erklärt die Schlange, Stimme und Verstand zur Erkenntnis habe sie durch den Genuss eines Apfels gewonnen, so dass sie sich von den Tieren unterscheide. Eva wird neugierig und lässt sich zu den Früchten führen, die sie als die verbotene Nahrung erkennt. Satan beteuert, er selbst sei nach dem Genuss nicht gestorben, wie sie selbst sehen könne, sondern habe im Gegenteil seine Fähigkeiten erweitert. Warum gebe es überhaupt einen solchen Baum im Paradies, vielleicht wolle der Schöpfer nicht nur ihren Gehorsam, sondern ihren Mut zur Selbständigkeit prüfen? Nur wer den Unterschied zwischen Gut und Böse kenne, könne sich gegen das Böse wappnen. Durch das Gebot solle sie nur in Abhängigkeit gehalten werden, doch sie könne sich selbst davon befreien. Durch die Erkenntnis überblicke sie die ganze Schöpfung, sie würde weise und gottgleich, ihr irdischer Tod werde dann durch die Unsterblichkeit der Engel ersetzt. Eva leuchten diese Gedanken ein, zumal sie dadurch Adam gleichgestellt wäre, und sie lässt sich dazu verführen, von der verbotenen Frucht zu essen. Sie fühlt sich dadurch wie berauscht, aber zugleich hat sie Angst vor Entdeckung und Strafe, die sie von Adam trennen würde, der von Gott mutmaßlich eine andere Frau bekäme. Adam erschrickt über das Geschehene, isst aus Liebe zu Eva dann aber doch von der verbotenen Frucht, um mit ihr das gleiche Schicksal zu erleiden, doch im vollen Bewusstsein, gegen das göttliche Gebot zu verstoßen. Beider Charaktere verändern sich, sie werden sich nun ihrer sexuellen Wünsche bewusst und lieben sich leidenschaftlich. Zugleich verlieren sie ihre kindlich-unschuldige Natur, die sie bisher vor dem Bösen schützte. Ihre naive Heiterkeit wandelt sich in schwermütige Reflexion über ihr Leben. Mit den Leidenschaften verbunden sind „Zorn, Verdacht und Haß“. Sie streiten über den Vorfall und geben sich gegenseitig die Schuld: Adam wirft Eva ihre Trennung von ihm am Morgen, mangelnde Vorsicht trotz seiner Warnungen und eigenwillige Selbstüberschätzung vor. Eva entgegnet, er als Vormund hätte ihr den Alleingang verbieten sollen und auch er wäre in ihrer Situation auf die Verführung hereingefallen.

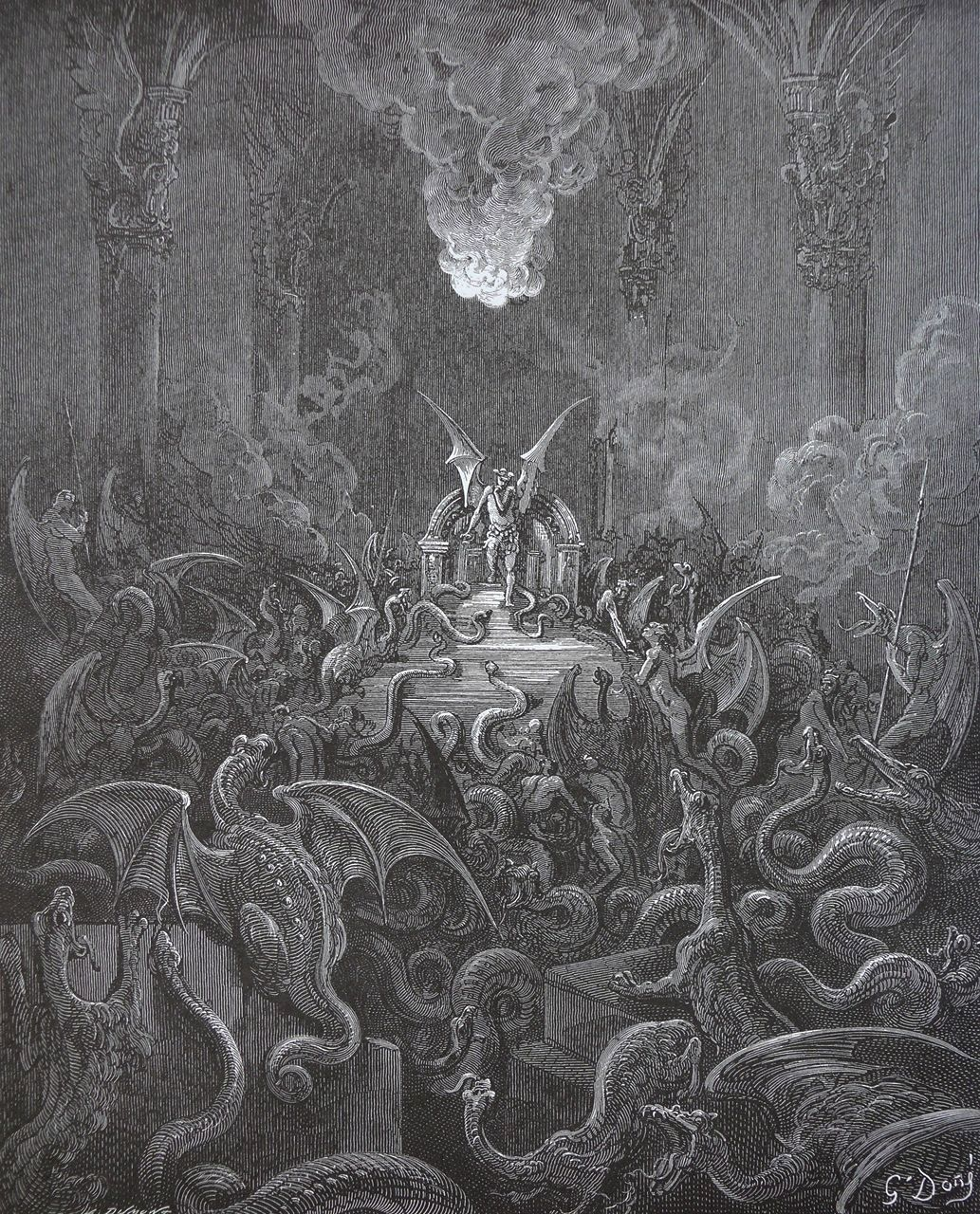
Drachen und Schlangen in der Hölle

### 10. Gesang
Der zehnte Gesang berichtet von den Folgen des Sündenfalls. Auf die Nachricht reagieren die Cherubinen mit Entsetzen und Trauer, während der Schöpfer alles vorausgesehen und seinen Sohn bereits als Mittler für Strafe und Begnadigung bestimmt hat. Diesen schickt er nun auf die Erde, um Adam und Eva zu verhören. Beim folgenden Geschehen orientiert sich der Autor am 3. Kp. des 1. Buch Mose: Adam und Eva schildern die Verführung und werden mit der ewigen Feindschaft der Schlange, Schmerzen bei der Geburt und harter Arbeit bestraft.

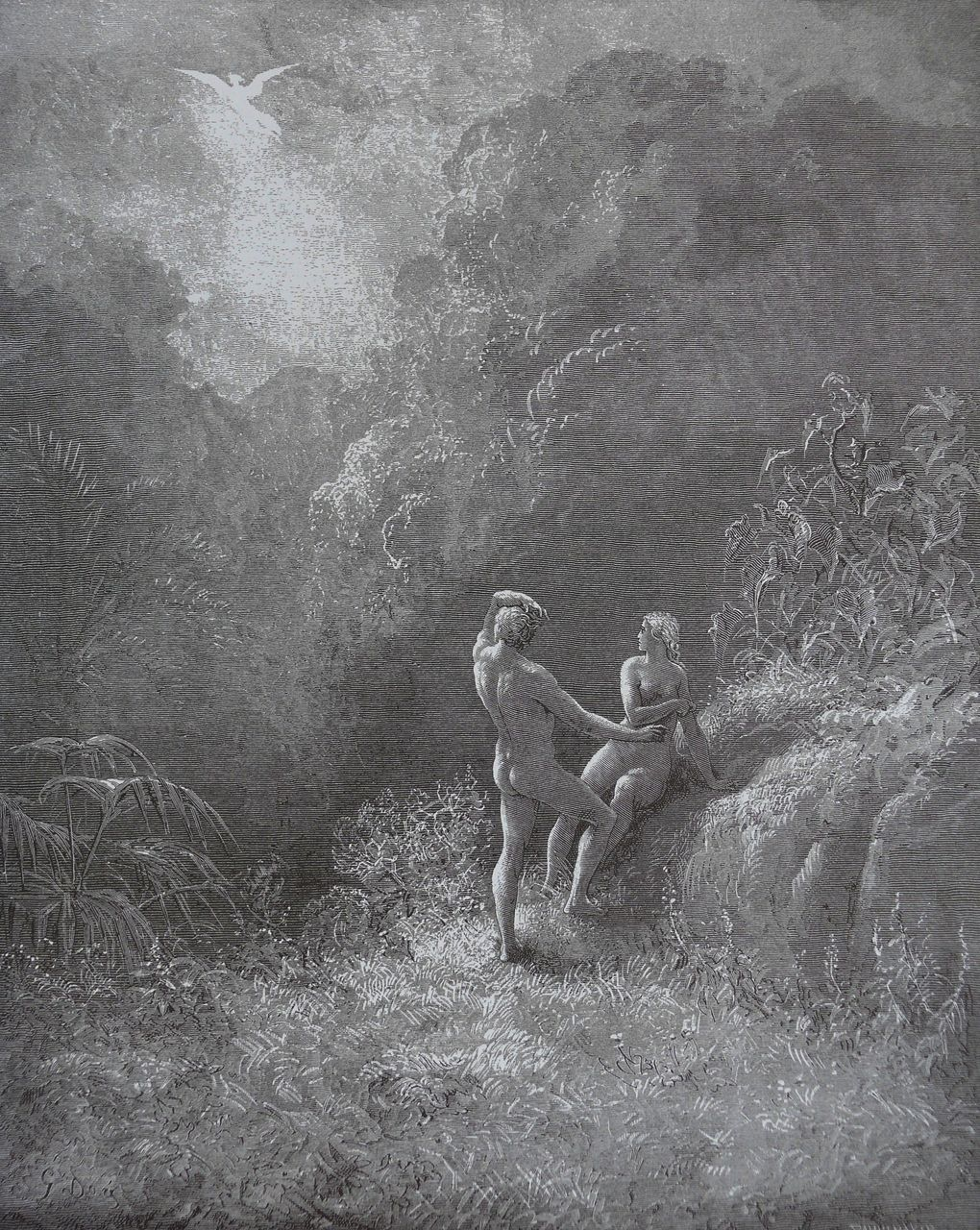
Adam und Eva in Erwartung des Engels

Satan ist in die Hölle zurückgekehrt, wo er seinen Untertanen den Sieg über Gott und die Eroberung der Erde verkündet, die nun für sie alle zugänglich ist. Seine Tochter, die Sünde, und sein Sohn, der Tod, machen sich sogleich auf den Weg. Noch während seiner Rede vor der Versammlung trifft alle Anwesenden die göttliche Strafe: Die Unterweltfürsten werden für eine gewisse Zeit jedes Jahres in Drachen und Riesenschlangen verwandelt. Die einst liebliche Paradieslandschaft verändert sich drastisch: Sommer und Winter bringen Hitze, Kälte, Unwetter mit Stürmen. Der Kampf ums Dasein setzt ein, die Tiere fressen sich gegenseitig. Adam ist über den Wandel verbittert. Grundsätzlich sieht er zwar ein, dass er und Eva gegen das göttliche Gebot verstießen und ihr paradiesisches Glück verspielten, aber er stellt auch kritische Fragen: Warum hat man sie nicht stark genug gegen Verführungen gemacht und hat nicht ihre Unerfahrenheit bedacht? Warum bestraft man sie nicht nur mit dem Verlust des Gartens? Wäre der Tod nicht erträglicher als ewige Pein? Warum müssen auch ihre Kinder und Enkel die Folgen ihrer Sünde tragen? Adam wünscht in seiner Verzweiflung, nie erschaffen worden zu sein und schnell zu sterben. Schließlich beschuldigt er Eva des Verrats aus Eitelkeit und Unvernunft. Ohne sie wäre er zwar einsam, aber noch unschuldig. Er ergeht sich in bittere Überlegungen über das Wesen der Frauen. Eva ist ebenso verzweifelt wie er, übernimmt die Alleinverantwortung und bittet ihn, bei ihr zu bleiben und zu entscheiden, ob sie auf Nachkommen verzichten wollen. Für den Fall, dass das wegen ihrer natürlichen Triebe nicht zu verwirklichen sei, könnten sie gemeinsam in den Tod gehen. Adam ist durch ihr Elend wieder zur Besinnung gekommen. Er nimmt seinerseits die Schuld auf sich, beendet den Streit und schlägt vor, die Strafe anzunehmen und sich dem neuen Leben zu stellen: Die Geburtswehen würde sie durch die Freude an den Kindern vergessen und harte Arbeit im Laufe der verschiedenen Jahreszeiten, um ihr Leben zu erhalten, sei ihm lieber als der bisherige Müßiggang. Beide wollen das göttliche Gericht um Gnade anflehen.

### 11. und 12. Gesang
Gottvater reagiert auf das Schuldeingeständnis und das Gebet milde. Zwar wird das Paradies verschlossen und das Paar muss die Sphäre der Glückseligkeit verlassen, damit es durch die Früchte vom Baum des Lebens nicht unsterblich wird. Die beiden kennen jetzt den Unterschied zwischen Gut und Böse und müssen sich, ihrer Situation angemessen, auf Erden als Stammeltern der Menschheit bewähren. Andererseits sollen sie durch die Gnade des Gottessohnes die Hoffnung auf Erlösung und ein ewiges Leben nach ihrem Tod haben, wenn sie dem Bösen standhalten.
Cherub Michael verkündet ihnen das Urteil, ermuntert sie, ihr Schicksal anzunehmen und ihre Läuterung durch Tatkraft zu beweisen. Er lässt Adam einen Blick in die Zukunft werfen und zeigt ihm die fatalen Folgen des Sündenfalls, worauf dieser entsetzt reagiert, v. a. auf die sich wiederholten Zyklen von Sünde und Bestrafung: Die erste Phase reicht bis zur Sintflut, die zweite bis zum Turmbau zu Babel. Am Brudermord und an anderen Todesfällen wird das maßlose Verhalten, an ausschweifenden Festen die Veräußerlichung und der Verlust sittlicher Werte demonstriert. Ein Kriegsbild mit Feldschlacht und Stadtbelagerung veranschaulicht die Herrschaft von brutaler Gewalt, Eroberungen und Unterdrückung gegenüber den Friedensbemühungen eines Ratsherren, des einzigen Gerechten (nach Buch Henoch 90, 4 ff.). Die Vision des göttlichen Gerichtes durch die Sintflut, welche die sündige Menschheit auslöscht und auch den Paradiesgarten wegschwemmt, ist für Adam der Endpunkt seiner Verzweiflung. Er wünscht, nie in die Zukunft geschaut zu haben. Der Engel richtet ihn wieder auf und zeigt ihm mit der Landung der Arche Noah den Neubeginn. Aber diese Phase endet nach dem Turm des Eroberers und Gewaltherrschers Nimrod mit der Bestrafung, der sprachlichen Zersplitterung der Menschheit. Im Folgenden erhält Adam einen Überblick über die wechselvolle, zwischen Gehorsam und Sünde schwankende Entwicklung des Volkes Israel vom Stammvater Abraham über Mose, David bis zu Jesus. Jesu Tod für die Erlösung der Menschen und der Ausblick auf den Sieg des Messias über Satan am Jüngsten Gericht mit der Wiederherstellung des Paradieses mildern Adams Leid und erfüllen ihn mit Zuversicht.
Michael erklärt abschließend, mehr Erkenntnis könne er Adam bei dessen menschlicher Beschränktheit nicht vermitteln. Seine und Evas Aufgabe sei es, die Botschaft in die Tat umzusetzen. Dann erhielten sie wieder das ewige Leben und vereinigten sich mit den himmlischen Wesen. Gott beschirme sie weiterhin, wenn auch für sie unsichtbar. In dieser Zuversicht verlasse er „ungern nicht dies Paradies“, er trage in sich „ein viel selig’res“. Gleichzeitig wird die schlafende Eva durch einen hoffnungsvollen Traum ermutigt. In dieser Verfassung zwischen Trauer und Optimismus werden sie zum Paradiestor geführt, das sich hinter ihnen schließt. „Vor ihnen lag die große, weite Welt,\ Wo sie den Ruheplatz sich wählen konnten, \ Die Vorsehung des Herrn als Führerin.\ Sie wanderten mit langsam zagem Schritt\ Und Hand in Hand aus Eden ihres Wegs.“

## Charaktere
Hauptcharakter des Gedichtes ist Satan, der Anführer der gefallenen Engel. Ursprünglich war sein Name Luzifer und er war einer der höchstrangigen Engel Gottes, doch nach einer von ihm angeführten Rebellion wurden er und sein Gefolge aus dem Himmel verbannt. Er ist der Vater der Personifikationen von Sünde und Tod und der Gegenspieler Gottes. Er ist der komplexeste Charakter des Gedichtes und gilt als Vorläufer des Byronschen Helden.
Weitere Charaktere:
- Gott
- Adam und Eva
- Gottes Sohn
- Beelzebub, Satans oberster General
- Raphael, ein Erzengel
- die gefallenen Engel Adramelech, Ariel, Arioc, Ashtaroth, Asmadai, Astoreth, Azazel, Baalim, Belial, Chemos, Dagon, Mammon, Moloch, Mulciber, Nisroch, Ramiel, Rimmon, Thammuz
- die Engel Gottes Abdiel (folgt erst Satan, kehrt jedoch wieder an Gottes Seite zurück), Gabriel, Ithuriel, Michael, Uriel, Uzziel, Zephon, Zophiel
- Sünde, Satans Frau (Entstanden aus seinem Haupt)
- Tod, Satans Sohn, den er mit Sünde gezeugt hat
- Chaos

## Stil
Milton schuf für Paradise Lost einen eigenen Sprachstil. Das Verb steht – untypisch für die englische Sprache – am Satzende. Groß- und Kleinschreibung und Rechtschreibung sind stark stilisiert. Das Gedicht enthält viele Wörter aus anderen Sprachen, die übernommen und angepasst wurden, insbesondere sind hier Latinismen zu nennen, die in der von Milton verwendeten Form auch zur damaligen Zeit ungebräuchlich waren. Das Gedicht ist in reimlosen fünfhebigen Jamben (Blankversen) geschrieben, ein Versmaß, das als entschiedener Protest gegen die in der Restaurationszeit nach der Thronbesteigung Charles II. üblichen Heroic Couplets interpretiert wird.

## Einflüsse
Der Text ist beeinflusst von der Bibel, von Miltons eigener puritanischer Erziehung und seinem religiösen Blickwinkel, von Edmund Spenser, Homer und dem römischen Dichter Vergil.

## Geschichte
Paradise Lost wurde in den Jahren 1658 bis 1665 geschrieben. Am 27. April 1667 verkaufte der bereits seit 1652 vollständig erblindete und verarmte Milton das Urheberrecht von Paradise Lost für zehn Pfund Sterling. Zu dieser Zeit war das Werk in zehn als Bücher bezeichnete Kapitel unterteilt. In einer Überarbeitung 1674 wurden zwei der längeren Kapitel von Milton noch einmal unterteilt und jedem Kapitel eine Zusammenfassung der Ereignisse vorangestellt.

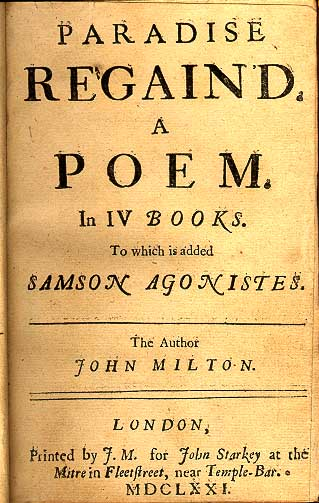
Titelblatt der Erstausgabe von Paradise Regained (1671)

Im Jahre 1671 erschien Paradise Regained, in dem Milton erzählt, wie Gott dem Menschen die Möglichkeit gibt, das Paradies wiederzugewinnen. Diese Fortsetzung errang nie ein dem früheren Gedicht vergleichbares Ansehen.

## Interpretation
Unter der Herrschaft von Oliver Cromwell war der rhetorisch sehr begabte Milton Secretary for Foreign Tongues (auch Latin Secretary) und damit zuständig für Außenpolitik und Propaganda. Er sollte in Europa für die Puritanische Revolution werben. In dieser Funktion verteidigte er wortgewaltig das Recht des englischen Volks, König Charles I. hinzurichten. Obwohl Milton die zunehmend diktatorischen Ambitionen Cromwells kritisch sah, blieb er dessen entschiedener Anhänger – auch nach dem Tod des Lordprotektors (1658), als die Niederlage der Rebellion absehbar war. Der Stuart Charles II. kehrte aus dem Exil in Frankreich zurück und bestieg am 29. Mai 1660 den Thron – zu einer Zeit, als Milton sein Epos bereits begonnen hatte. Nur eine Generalamnestie verhinderte, dass der Dichter als liberaler Revolutionär hingerichtet wurde. Es liegt nahe, im Verlorenen Paradies auch eine Aufarbeitung dieser historischen und politischen Umstände zu sehen. Der aufrührerische Milton stand vor den Trümmern seiner Lebensleistung, weshalb schon die Romantiker annahmen, dass der Dichter in seinem Werk Satan zum Sprachrohr seiner Verbitterung machte. Nicht nur der Illustrator und Poet William Blake behauptete, Milton nehme entschieden Partei für den gefallenen Engel, den fraglos interessantesten Charakter des Epos. Nach dieser Lesart wäre das Verlorene Paradies in die Zeit der Presse- und Meinungsfreiheit während der Revolutionszeit einzuordnen. Miltons Epos konnte unter Charles II. nur erscheinen, weil ihn Gönner schützten, die er unter Cromwells Herrschaft selbst vor Verfolgung bewahrt hatte.
Ursprünglich soll sich Milton mit dem Gedanken getragen haben, ein Nationalepos über den sagenhaften König Artus zu schreiben; doch die blutigen Wirren des Bürgerkriegs ließen ein mehr theologisch orientiertes Werk dringlicher erscheinen, lag dem Dichter doch aufgrund eigener Erfahrungen daran, nach den Ursachen für das Leid der Menschheit zu suchen, dieses womöglich sogar politisch und/oder religiös zu rechtfertigen.
Das Verlorene Paradies ist von einer bisweilen deutlichen Abneigung gegenüber Frauen gekennzeichnet; Biographen führen das auf das unglückliche Privatleben des Dichters zurück: In erster Ehe war er seit 1642 mit der deutlich jüngeren Mary Powell verheiratet, die ihren revolutionären Gatten nach wenigen Monaten verließ und den Royalisten treu blieb. Drei Jahre später kehrte sie zu Milton zurück, starb jedoch bereits 1652. Vier Jahre später ehelichte er Katherine Woodcock, die 1658 im Kindbett starb – sie könnte Vorbild der Eva gewesen sein. 1662 heiratete Milton in dritter Ehe Elizabeth Minshull, die ihn um 53 Jahre überlebte.

## Illustrationen
Die ersten Illustrationen stammen von John Baptist Medina. Später entstanden weitere Bebilderungen, die bekanntesten von William Blake, Gustave Doré, Johann Heinrich Füssli, John Martin, Richard Westall und Francis Hayman. Der Maler Salvador Dalí wurde durch Miltons Epos zu einem Set von zehn Farbstichen inspiriert (1974).

## Inspirationsquelle für andere Werke

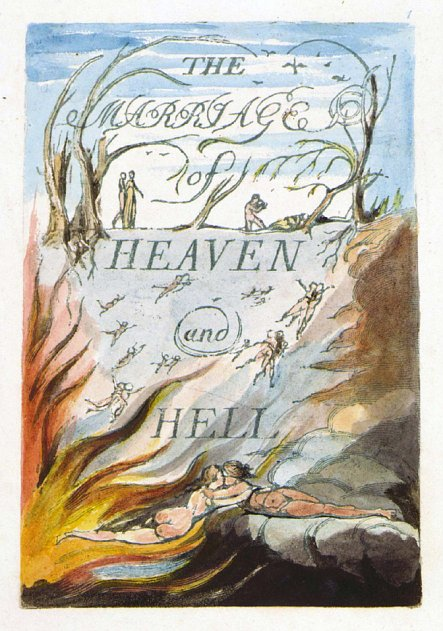
The Marriage of Heaven and Hell

In The Marriage of Heaven and Hell kommentierte William Blake:

„The reason Milton wrote in fetters when he wrote of Angels & God, and at liberty when of Devils & Hell, is because he was a true Poet and of the Devil’s party without knowing it.“

„Der Grund, weshalb Milton in Fesseln über Engel und Gott, und in Freiheit über Teufel und Hölle schreibt, ist, dass er ein wahrer Dichter und auf der Seite des Teufels war, ohne es zu wissen.“

Ende des 18. Jahrhunderts fand Miltons Gedicht, zusammen mit den Psalmen und dem 1. Buch Mose, Eingang in Joseph Haydns Oratorium Die Schöpfung. Das Material war von einem ansonsten unbekannten Lidley (oder Linley) wohl ursprünglich für Georg Friedrich Händel zu einem Oratorien-Libretto verarbeitet worden, wurde aber von Händel nie in Musik umgesetzt. Haydns Gastgeber bei seiner Englandreise, Johann Peter Salomon, gelangte in den Besitz einer Kopie von Lidleys Libretto und gab es an Haydn weiter, der es wiederum nach seiner Rückkehr nach Wien seinem Freund und Gönner Baron Gottfried van Swieten aushändigte, der eine deutsche Übersetzung veranlasste sowie eine der Haydnschen Musik angepasste englische Rückübersetzung. Das Oratorium wurde auf dieser Basis 1800 bilingual veröffentlicht und wird auch heute noch in beiden Sprachen aufgeführt.
In den späten 1970er Jahren schrieb der polnische Komponist Krzysztof Penderecki eine Oper auf der Grundlage von Paradise Lost. Das Epos war darüber hinaus eine der Ideenquellen für Philip Pullmans Romantrilogie His Dark Materials. Der Roman Paradies verloren des niederländischen Schriftstellers Cees Nooteboom bezieht sich ebenfalls auf Miltons Werk.
Glenn Danzig veröffentlichte 1992 eine instrumentale Interpretation des Gedichts auf seinem Album Black Aria, welches auf Platz 1 der amerikanischen Billboard-Charts in der Kategorie der klassischen Musik stieg.

## Populärkultur der Gegenwart
Mehrere Musikschaffende nahmen Bezug auf das Werk. So hatte die englische Band The Herd 1968 einen Hit mit dem Titel Paradise Lost, der es bis auf Platz 15 der Charts brachte. Die englische Band Paradise Lost benannte sich nach dem Gedicht. Paradise Lost ist auch der Titel des 2007 erschienenen Albums der symphonischen Progressive-Metal-Band Symphony X, die das Konzept des Werks verarbeitet und das Nachfolgewerk Paradise Regained im Titelstück ihres Albums The Divine Wings of Tragedy erwähnt. Das fünfte Studioalbum der englischen Dark-Metal-Band Cradle of Filth, Damnation and a Day, basiert auf Paradise Lost. In dem Stück Song of Joy vom Album Murder Ballads zitieren Nick Cave and the Bad Seeds einige Verse aus Paradise Lost, ebenso ist der Titel ihres Stücks Red Right Hand vom Album Let Love In eine Anspielung auf Miltons Werk. Die kalifornische Nu-Metal-Band Hollywood Undead hat ihren Song „Paradise Lost“ nach dem Gedicht benannt. Die Texte des 2015er Albums Rattle That Lock des Pink-Floyd-Gitarristen David Gilmour, geschrieben von dessen Ehefrau Polly Samson, sind ebenfalls von Paradise Lost beeinflusst. Den „Deluxe Editionen“ des Albums liegt eine gebundene Ausgabe des zweiten Buches von Paradise Lost bei. Im Videomaterial dieser Editionen wird auf diesen Zusammenhang genauer eingegangen. Im animierten Musikvideo zum Titel White Flag von Delta Heavy aus dem Jahr 2016 wird Paradise Lost als Videospiel nacherzählt. Eine Abwandlung besteht darin, dass der Spieler der Figur Satans sich zunächst, statt für den Kampf gegen Gott, dafür entscheidet, sich bei ihm zu entschuldigen. The Used veröffentlichte 2020 den Song Paradise Lost, a Poem by John Milton.
Auch auf Film und Fernsehen hatte es Einfluss. Im Hollywood-Film Im Auftrag des Teufels von Taylor Hackford trägt der Teufel, gespielt von Al Pacino, den Namen des Verfassers von Paradise Lost, John Milton. In der Fernsehserie Raumschiff Enterprise wird in Staffel 1, Folge 22 „Der schlafende Tiger“ (gegen Ende) ein Satz aus dem 1. Gesang zitiert: „Lieber in der Hölle Herrscher, als im Himmel Diener sein“. Der Titel der Futurama-Episode Parasites Lost, in deutscher Fassung Im Reich der Parasiten, ähnelt Paradise Lost stark, und auch die Handlung in dieser Episode zeigt viele Parallelen zum Gedicht. Im Hollywood-Film Sieben wird John Miltons Werk zusammen mit z. B. Dante Alighieris Göttlicher Komödie als literarischer Hintergrund zitiert und genannt. In Große Erwartungen von 1998 ist „Paradiso Perduto“ der Name des Gartens der reichen Mrs. Nora Dinsmoor. Der Garten ist eine zentrale Handlungsstätte des Films und steht aufgrund der dort handelnden schicksalshaften Begebenheiten im übertragenen Sinne für ein „verlorenes Paradies“. In Alex Proyas’ Film The Crow – Die Krähe mit Brandon Lee in der Hauptrolle wird eine Passage aus Paradise Lost von T-Bird beim Überfall vorgelesen.
In der Fantasy-Trilogie (Lycidas, Lilith und Lumen) von Christoph Marzi spielt Satan als Lucifer eine wichtige Rolle; er tritt dort in verschiedenen Zeiten unter anderen Namen auf, auch als John Milton. Das Hörspiel Lost & Found: Das Paradies (BR/intermedium 2009) von Andreas Ammer und FM Einheit ist eine moderne Interpretation des Gedichtes. Im autobiographischen Roman Ich hab dir nie einen Rosengarten versprochen der Autorin Joanne Greenberg (Pseudonym: Hannah Green) gelangt die Hauptfigur Deborah zu der Erkenntnis, dass der Gott „Anterrabae“ ihrer Phantasiewelt Yr eine Erinnerung an Miltons Satan war. Dessen Illustrationen hatte sie früher als Kind oft in einem Buch gesehen.

## Übersetzungen ins Deutsche (Auswahl)
- ca. 1667 Theodor Haak (Übersetzung unvollendet)
- 1682 Ernst Gottlieb von Berg
- 1732 Johann Jakob Bodmer: Johann Miltons Verlust des Paradieses. Ein Helden-Gedicht. In ungebundener Rede übersetzet (die „schweizerische“ Übersetzung; Digitalisat im Internet Archive)
- 1740 Barthold Heinrich Brockes (Auszug)
- 1742 Johann Jakob Bodmer (die „deutsche“ Übersetzung)
- 1754 Johann Jakob Bodmer (die „poetische“ Übersetzung; weitere Versionen 1759, 1769 und 1780)
- 1760 Justus Friedrich Wilhelm Zachariae: Das Verlohrne Paradies (Digitalisat der 2. Ausgabe von 1762 im Internet Archive)
- 1793 Samuel Gottlieb Bürde
- 1828 und 1835 Friedrich Bruckbräu
- 1841 Milton’s Verlorenes Paradies. Aus dem Englischen übersetzt von Dr. Kottenkamp (Digitalisat im Internet Archive)
- 1843 Adolf Böttger
- 1855 Bernhard Schuhmann (erschienen in: John Miltons Poetische Werke. Vier Teile in einem Bande. Übersetzt von Bernhard Schuhmann, Alexander Schmidt, Immanuel Schmidt und Hermann Ullrich. Hrsg. mit biographisch-literarischen Einleitungen und vollständigem Kommentar von Prof. Dr. Hermann Ullrich; Digitalisat im Internet Archive, Neuausgabe bei Zweitausendeins, Frankfurt 2008, ISBN 978-3-86150-706-2)
- 1867 Karl Eitner
- 1968 Hans Heinrich Meier (mit Illustrationen von William Blake und einem Nachwort des Übersetzers; Reclam, Stuttgart 1969, durchgesehene Auflage 2008, ISBN 978-3-15-010670-9, DNB 457602996; ausgezeichnet mit dem Max Geilinger-Preis 1978)
  - Vergleich der Übers. bis 1974: Aleida Assmann: Vom verlustigten Paradeiss zum Verlorenen Paradies. 300 Jahre deutsche Milton-Übersetzungen. In: Archiv für das Studium der neueren Sprachen und Literaturen ASSL 211 ISSN 0003-8970, Erich Schmidt, Berlin 1974, S. 309–319.
- 2009 Oliver Fehn (freie deutsche Nacherzählung in moderner Sprache)
- 2024 Rolf Schönlau Paradies verloren – erzählt, übersetzt, kommentiert; Friedenauer Presse, Berlin 2024, ISBN 978-3-7518-8001-5

## Sekundärliteratur
- Orlando Reade: What in Me Is Dark. The Revolutionary Afterlife of Paradise Lost. Minedition, New York 2024, ISBN 978-1-6626-0279-5.
- Anna Beer: Milton: poet, pamphleteer and patriot. Bloomsbury, London 2008, ISBN 978-0-7475-8425-4
- J. B. Broadbent: Der Sündenfall in Miltons »Paradise Lost«. In: Willi Erzgräber (Hrsg.): Interpretationen. Band 7: Englische Literatur von Thomas Morus bis Laurence Sterne. Fischer, Frankfurt am Main 1970 DNB 457073489 S. 138–164
- Gustav Hübener: Die stilistische Spannung in Miltons „Paradise lost“. Niemeyer, Halle 1913 (Studien zur englischen Philologie, 51); Nachdr. Sändig, Walluf 1973[11]

## Online-Texte
- Dartmouth HTML-Version (auf Englisch)
- Deutsche Übersetzung von Adolf Böttger bei Zeno.org